# Back to You (Lost Frequencies, Elley Duhé & X Ambassadors)
Back to You is een nummer van de Belgische dj Lost Frequencies, de Amerikaanse zangeres Elley Duhé en de Amerikaanse band X Ambassadors uit 2022. Het is de derde single van All Stand Together, het derde studioalbum van Lost Frequencies.
"Back to You" is een deephousenummer dat gaat over het overweldigende gevoel van verliefdheid, en hoe dat gevoel iemand steeds terugbrengt naar die ene persoon. Het nummer werd vooral in het Nederlandse taalgebied een hit. In de Vlaamse Ultratop 50 bereikte het de 10e positie, terwijl het bij de noorderburen succesvoller was met een 3e positie in de Nederlandse Top 40.

## Tracklijst
- Muziekdownload

1. "Back to You" - 2:37